# Dalbergia louvelii
Dalbergia louvelii är en ärtväxtart som beskrevs av René Viguier. Dalbergia louvelii ingår i släktet Dalbergia, och familjen ärtväxter. IUCN kategoriserar arten globalt som starkt hotad. Inga underarter finns listade i Catalogue of Life.